# Туобуя
Туобуя (рос. Туобуя)  — село Верхньовілюйського улусу, Республіки Саха Росії. Входить до складу Тоубуйського наслегу.
Населення —  323 осіб (2015 рік).
Відстань до районного центру (Верхньовілюйськ): 187 км. Найближчі міста: Нюрба, Покровськ, Якутськ.